# 杨蓁
杨蓁（1889年—1925年6月1日），字映波，又字月波。云南昆明人。清末民初军人。滇军指挥官之一，后投孙中山。

## 生平
杨蓁先后毕业于云南优级师范学堂、云南陆军讲武堂，其间加入中国同盟会。后历任滇军营长等职。辛亥革命期间，杨蓁参加了1911年10月蔡锷、唐继尧等人发动昆明重九起义。1912年（民国元年）5月，任滇军第2师第7团团长。1915年（民国4年）12月，护国战争爆发，任护国军第1军第1梯团第2支队长，出征四川。当时，他与第1支队长邓泰中合作击败敌军，立下军功。1917年（民国6年），任靖国联军参谋长，后赴日本考察军事。
1920年（民国9年）12月初，杨蓁、邓泰中、金汉鼎等滇军指挥官因对滇系领导人唐继尧不满而秘密集会。会上决定迅速发动兵变，杨蓁劝靖国军第1军军长顾品珍回师昆明。次年2月，顾、邓、杨、金等人发动兵变，当时遭叶荃袭击的唐继尧急忙逃到香港。顾品珍主政云南，杨蓁任第3卫戌司令。后任滇军第3军混成旅旅长，还兼任北伐滇军第2路司令。但是，1922年（民国11年）初，顾品珍怀疑杨蓁与土匪吴学显秘密勾结，乃突然解除其第2路司令职务。杨蓁也猜疑和抱怨金汉鼎，企图派人杀金汉鼎。事情败露，杨蓁被顾品珍逮捕，随后被驱逐出云南，赴广西。
1922年(民国11年)，杨蓁被任命为孙中山的大本营参谋长。1923年4月4日，任陆海军大元帅府参谋处高级参谋，同月18日，任大元帅府秘书处秘书。1925年(民国14年)，奉孙中山之命，赴范石生军，任援桂联军第1路总指挥。
但是，同年6月1日，杨蓁在广西遇刺身亡。享年36岁。1939年其子杨维骞、杨维襄兄弟刺杀范石生，声言为父报仇。

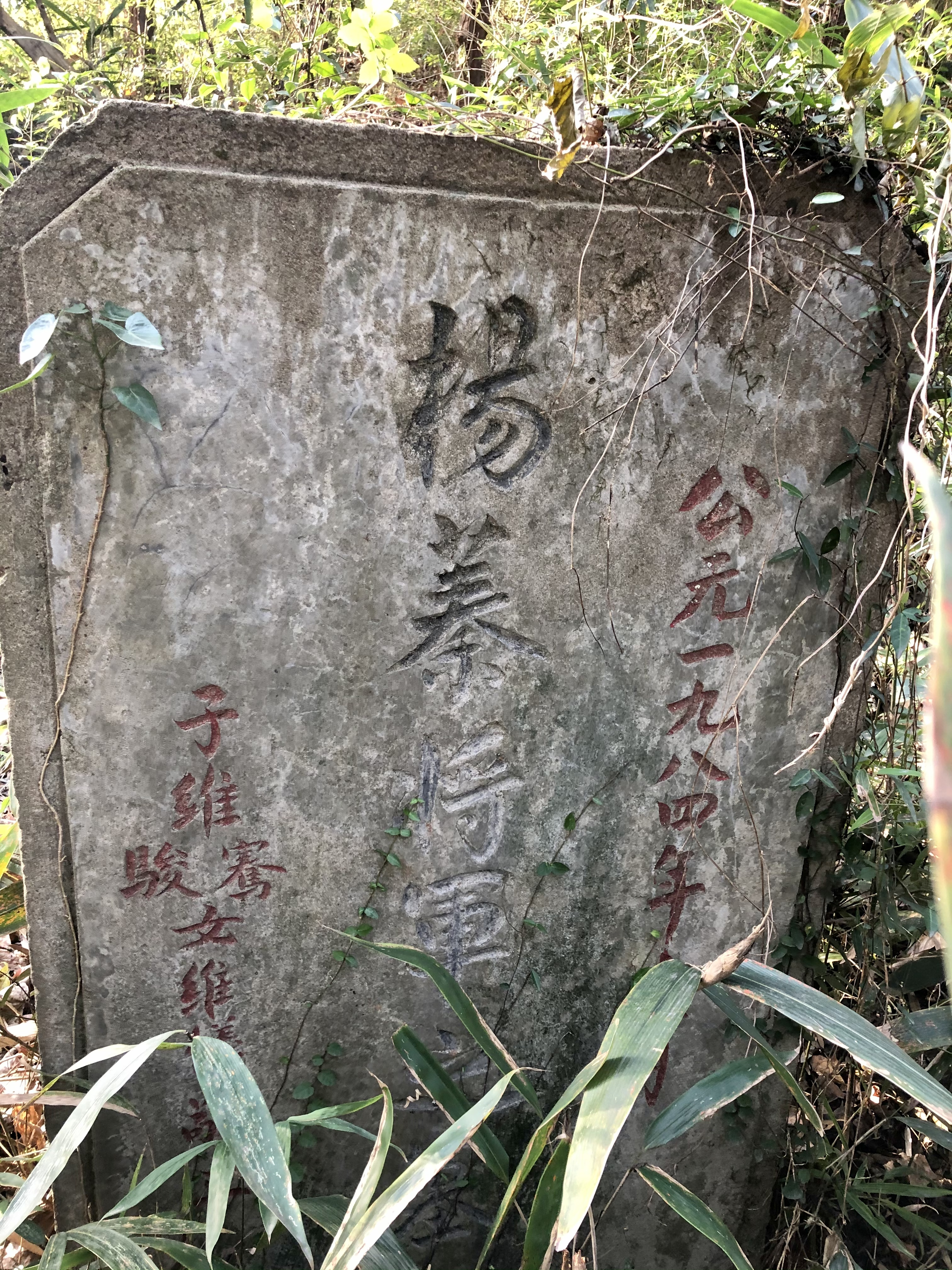
位于西湖风景区龙井路浙江辛亥革命纪念馆南山坡上的杨蓁墓墓碑